# Blandouet
Blandouet is een plaats en voormalige gemeente in het Franse departement Mayenne (regio Pays de la Loire) en telt 157 inwoners (1999). De plaats maakt deel uit van het arrondissement Mayenne. Blandouet is op 1 januari 2017 gefuseerd met de gemeente Saint-Jean-sur-Erve tot de gemeente Blandouet-Saint Jean. 

## Geografie
De oppervlakte van Blandouet bedraagt 11,6 km², de bevolkingsdichtheid is 13,5 inwoners per km².
De onderstaande kaart toont de ligging van Blandouet met de belangrijkste infrastructuur en aangrenzende gemeenten.

## Demografie
Onderstaande figuur toont het verloop van het inwonertal (bron: INSEE-tellingen).